# Fabio Armani
Fabio Armani (Pinzolo, 16 luglio 1974) è un allenatore di hockey su ghiaccio, dirigente sportivo, ex hockeista su ghiaccio ed ex hockeista in-line italiano, di ruolo difensore.

## Carriera

### Hockey su ghiaccio
Da giocatore ha vinto lo scudetto (nel 2000-2001, con l'Asiago), la coppa Italia (2001-2002 con l'Asiago e 2007-2008 con il Pontebba) e la Supercoppa Italiana (2003 con l'Asiago), vestendo a lungo anche la maglia azzurra (prese parte al mondiale di Prima Divisione del 2004).
Dopo il ritiro è stato assistente allenatore e direttore sportivo dapprima del Pontebba, poi del Valpellice. Di quest'ultima squadra è stato anche capo allenatore nell'ultima parte della stagione 2014-2015. Dal 2016 al 2019 ha guidato il Pergine in seconda serie.
Dal 2019 è assistente allenatore del Bolzano.
Dal 2018 è assistente allenatore della Nazionale italiana U20 mentre da aprile 2019 è capo allenatore della Nazionale italiana U18.
Nel 2023 è diventato anche assistente allenatore della Nazionale italiana maschile

### Hockey in-line
Ha giocato anche ad hockey in-line, facendo parte della squadra azzurra che vinse il bronzo ai mondiali FIRS del 2004.
Per questa medaglia Armani è stato insignito della medaglia d'argento al valore atletico dal CONI.

## Palmarès

### Giocatore
- Campionato italiano: 1

Asiago: 2000-2001
- Coppa Italia: 2

Asiago: 2000-2001
Pontebba: 2007-2008
- Supercoppe italiane: 1

Asiago: 2003